# ليلى بديربيلي
ليلى أغالار قيزي بديربيلي (بالأذرية: Leyla Bədirbəyli) - ممثلة المسرح الأذربيجانية، فنانة الشعب لجمهورية أذربيجان الاشتراكية السوفيتية (1959)، حائزة على جائزة الدولة السوفيتية في 1946 وجائزة لجمهورية أذربيجان الاشتراكية السوفيتية في 1972.

## حياتها
ولدت ليلى بديربيلي في 8 يناير، عام 1920 في باكو في عائلة أغالار بديربيلي وبيكه هانم.
والدها أغالار بديربيلي هو من خانية (سلالة خان أحد السلالات التي حكمت تلك المناطق المذكورة أعلاه) شامكير، والدتها بيكا هانم هي كانت ابنة موسا خان لخانية شامكير.
أمضت ليلى طفولتها في منزلها في المدينة القديمة.
تزوجت مبكراً في 16 من عمرها، بفراج جاوانشيروف، في 1936. ولدت الابنة الأولى لاله، في عام 1947.
عملت ليلى بديربيلي ستة عشر من عمرها كعازفة سولو في فيلهارموني أكاديمى لدولة أذربيجان.
شاركت في في أفلام «مرآة»، «أضواء باكو» السنوات التي عملت فيها في أوركسترا.
في عام 1941 تم دعوتها إلى مسرح الدراما الأكاديمية الأذربيجانية وكان أول أداء لها هي «وفاء».
بدأ تصوير فيلم «أرشين مال علان» في عام 1945. وشاركت ليلى بديربيلي في نفس الفلم بدعوة ومبادرة من عزير حاجبايوف.
توفيت ليلى بديربيلي في 23 نوفمبر 1999، ودفنت ليلى بديربيلي في الممر الفخري في باكو.

## فيلموغرافية
- «أرشين مال ألان» (فيلم، 1945)
- «عاسيف، واسيف، أغاسيف» (فيلم، 1983)
- «أيجون» (فيلم، 1960)
- «سينما أذربيجاني 80» (فيلم، 1996)
- «الحفل لمدة خمس دقائق» (فيلم، 1941)
- «الرجال في شارعنا» (فيلم، 1973)
- «لحظات للحياة العظيمة» (فيلم، 2006)
- على خطى الشواحن (فيلم، 1974)
- «لعبي» (فيلم، 1937)
- «كور مجنون» (فيلم، 1969)
- "إنفجر درويش "باريس" (فيلم، 1976)
- «أنفار حسنوف.» أحد من الأبناء السبعة (فيلم، 2007)
- «فتالي خان» (فيلم، 1947)
- «سر ساعة السفينة» (فيلم، 1983)
- «الشاب الشاب» (فيلم، 1988)
- «شجرة كيراز» (فيلم، 1972)
- «مقابلة» (فيلم، 1955)
- «عمر عزير» (فيلم، 1981)

## وصلات خارجي
https://www.youtube.com/watch?v=b14Si_9LJss

## روابط خارجية
- ليلى بديربيلي على موقع IMDb (الإنجليزية)
- ليلى بديربيلي على موقع ديسكوغز (الإنجليزية)
- ليلى بديربيلي على موقع قاعدة بيانات الفيلم (الإنجليزية)